# British Empire and Commonwealth Games 1962/Boxen
Die 7. Boxwettkämpfe der Herren bei den British Empire and Commonwealth Games 1962 wurden vom 22. November bis zum 1. Dezember im australischen Perth ausgetragen. Es wurden insgesamt 38 Medaillen in 10 Gewichtsklassen vergeben.

## Medaillengewinner
| Klasse                         | Gold                      | Silber                    | Bronze                                                  |
| ------------------------------ | ------------------------- | ------------------------- | ------------------------------------------------------- |
| Fliegengewicht (- 51 kg)       | Robert Mallon Schottland  | Cassis Aryee Ghana        | Philip Waruinge Kenia Mike Pye England                  |
| Bantamgewicht (- 54 kg)        | Jeff Dynevor Australien   | Sammy Abbey Ghana         | J. Sentongo Uganda Peter Benneyworth England            |
| Federgewicht (- 57 kg)         | John McDermott Schottland | Ali Juma Kenia            | Turori George Neuseeland Ted Stone Australien           |
| Leichtgewicht (- 60 kg)        | Eddie Blay Ghana          | Kesi Odongo Uganda        | Brian Whelan England Thomas Donovan Neuseeland          |
| Superleichtgewicht (- 63,5 kg) | Clement Quartey Ghana     | Dick McTaggart Schottland | Brian Brazier England H. Reti Kanada                    |
| Weltergewicht (- 67 kg)        | Wallace Coe Neuseeland    | John Pritchett England    | Albert Turmel Jersey                                    |
| Superweltergewicht (- 71 kg)   | Harold Mann Kanada        | Brian Benson Rhodesien    | F. Nyangweso Uganda Kenneth Hopkins Papua und Neuguinea |
| Mittelgewicht (- 75 kg)        | Cephas Colquhoun Jamaika  | Thomas Arimi Ghana        | Moses Evans Fidschi                                     |
| Halbschwergewicht (- 81 kg)    | Tony Madigan Australien   | Jojo Miles Ghana          | Hans Christie Nordirland Tom Menzies Schottland         |
| Schwergewicht (+ 81 kg)        | George Oywello Uganda     | Bill Kini Neuseeland      | Holgar Johansen Fidschi Graham Robinson Australien      |

## Medaillenspiegel
| Rang | Land                     | Gold | Silber | Bronze | Gesamt |
| ---- | ------------------------ | ---- | ------ | ------ | ------ |
| 1    | Ghana                    | 2    | 4      | 0      | 6      |
| 2    | Schottland               | 2    | 1      | 1      | 4      |
| 3    | Australien               | 2    | 0      | 2      | 4      |
| 4    | Uganda                   | 1    | 1      | 2      | 4      |
| 4    | Neuseeland               | 1    | 1      | 2      | 4      |
| 6    | Kanada                   | 1    | 0      | 1      | 2      |
| 7    | Jamaika                  | 1    | 0      | 0      | 1      |
| 8    | England                  | 0    | 1      | 4      | 5      |
| 9    | Kenia                    | 0    | 1      | 1      | 2      |
| 10   | Rhodesien und Njassaland | 0    | 1      | 0      | 1      |
| 11   | Fidschi                  | 0    | 0      | 2      | 2      |
| 12   | Nordirland               | 0    | 0      | 1      | 1      |
| 12   | Jersey                   | 0    | 0      | 1      | 1      |
| 12   | Papua und Neuguinea      | 0    | 0      | 1      | 1      |
|      | Gesamt                   | 10   | 10     | 18     | 38     |